# Bremsprobe
Eine Bremsprobe (Abkürzung: Brpr) ist bei der Eisenbahn ein zum Vorbereitungsdienst vor Zug- oder Rangierfahrten gehörender Vorgang, bei welchem die Funktionsfähigkeit und Technischer Zustand der Bremssystems der Fahrzeuge im Zugverband überprüft wird. Dabei wird im Stillstand der Technische Zustand, das Anlegen und das Lösen der zu prüfenden Bremsen kontrolliert.
Sowohl bei Schienen-, als auch bei Straßenfahrzeugen ist es in bestimmten Situationen vorgesehen, auch während der Fahrt zu überprüfen, ob das Anlegen und Lösen der Bremsen ordnungsgemäß funktioniert. Auch dies wird manchenorts als Bremsprobe bezeichnet und dient neben der Überprüfung der Bremsen dazu, ein Gefühl für die Straßen- bzw. Schienenverhältnisse zu bekommen, vor allem im Herbst und Winter.

## Eisenbahn in Deutschland

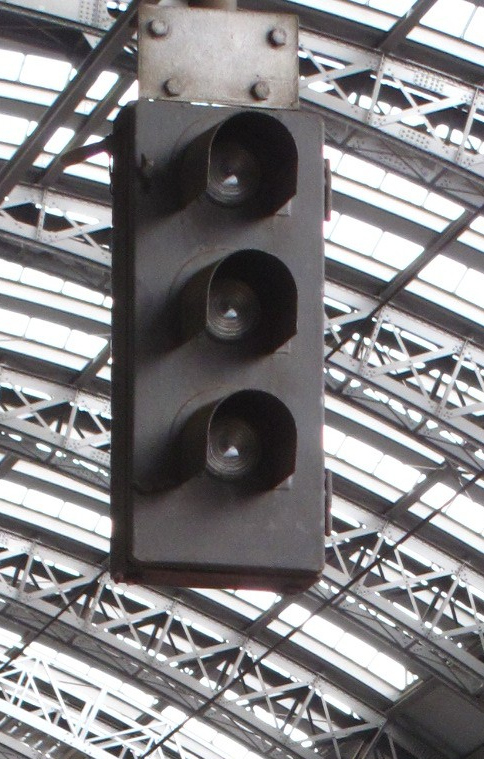
Fest installierte Bremsprobesignalanlage in Frankfurt (Main) Hbf (außer Betrieb), 2015

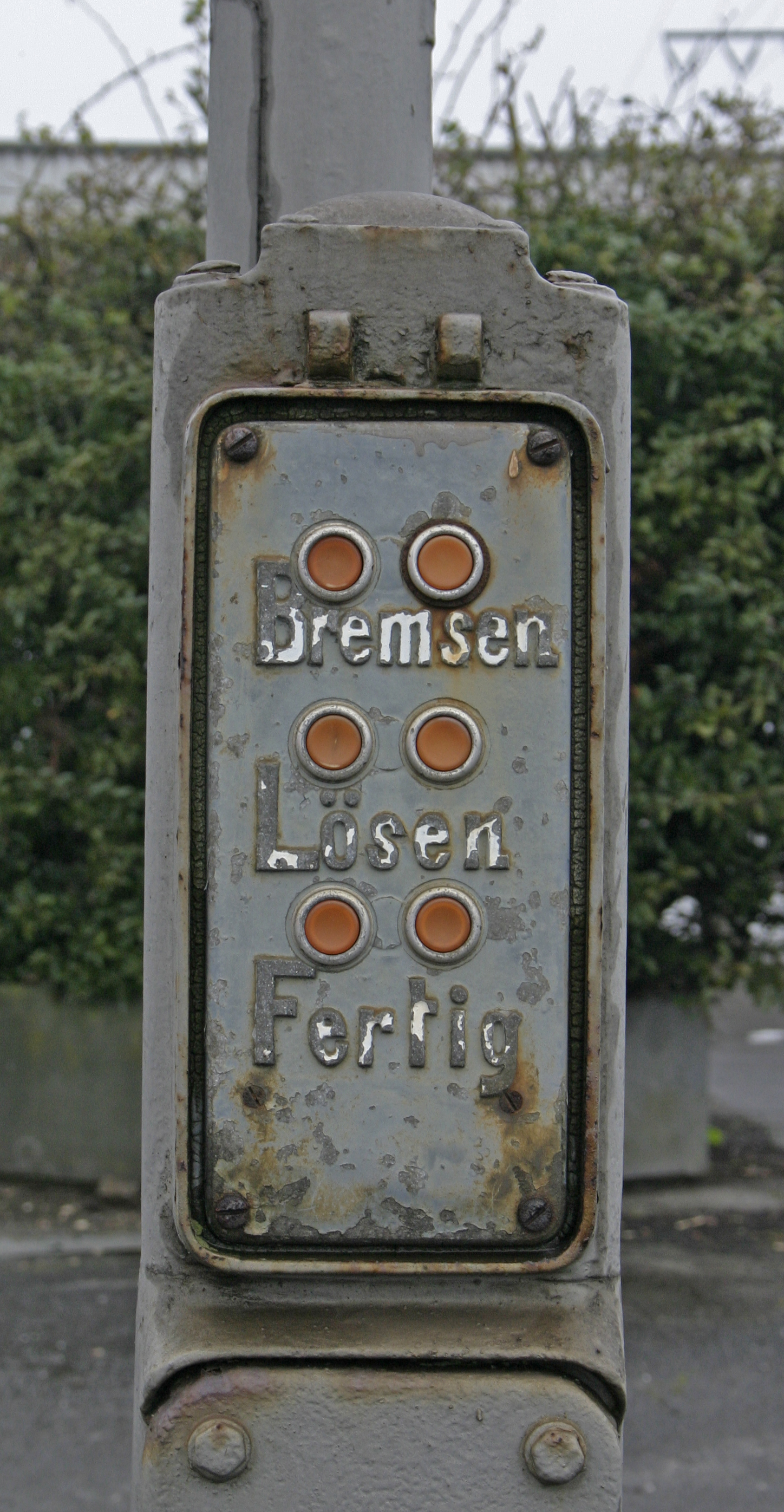
Bedieneinrichtung zum Abgeben der Bremsprobesignale in Emmerich, 2015

### Allgemeines
Fahrzeuge der Eisenbahnen werden üblicherweise mit Druckluftbremsen gebremst. Um die Funktion des gesamten Bremsensystems zu überprüfen, findet nach der Zugzusammenstellung eine Bremsprobe statt. Die Bremsprobe ist in Deutschland in der Bremsvorschrift („BreVo“, VDV-Schrift 757) geregelt. Diese VDV-Schrift entspricht zum größten Teil dem Wortlaut der Richtlinie 915.01 (Bremsen im Betrieb bedienen und prüfen) der Deutschen Bahn AG.
Der Ablauf und die Formen der Bremsprobe sind genau vorgeschrieben und werden nur von ausgebildeten Bremsprobeberechtigten (früher Bremsbeamten) durchgeführt. Zur Verständigung zwischen Bremsprobeberechtigten und dem Eisenbahnfahrzeugführer gibt es besondere Bremsprobesignale, die mit Lichtsignalen, Handzeichen oder mündlich übermittelt werden können. Die Bremsprobe ist ein elementarer Bestandteil der Zugvorbereitung.

### Volle Bremsprobe

#### Fälligkeit
Die Volle Bremsprobe ist in folgenden Fällen fällig:
- am neu gebildeten Zug, frühestens 24 Stunden vor der Fahrt
- wenn ein Zug länger als 24 Stunden abgestellt war
- vor Gefällestrecken
- am Zug mit unveränderten Zusammensetzung, der mehrere Tage wiederverwendet wird, einmal täglich
- nach Unregelmäßigkeiten

#### Ablauf (mit separatem Zustandsgang)
Der Triebfahrzeugführer (bzw. der bedienende Bremsprobeberechtigte) sichert den Zug mittels Feststellbremsen und füllt die Hauptluftleitung auf 5 bar. Nun wird mit dem Zustandsgang begonnen.
Der ausführende Bremsprobeberechtigte prüft nun:
- den Lösezustand der Bremsen am ersten Fahrzeug hinter dem besetzten Triebfahrzeug,
- den Lösezustand und den Zustand der Bremsen an allen Fahrzeugen (auf beiden Seiten des Wagenzuges)
- Bremsen, die ausgeschaltet und nicht bezettelt sind; sie müssen eingeschaltet werden,
- die richtige Einstellung des Bremsstellungswechsels
- die richtige Einstellung des Lastwechsels
- sowie auf ordnungsgemäßes Kuppeln.

Beim Prüfen der Dichtheit prüft der bedienende Bremsprobeberechtigte, dass sich keine Luftabsperrhähne oder Undichtigkeiten an den Bremsschläuchen befinden. Beträgt der Druckabfall innerhalb einer Minute nicht mehr als 0,3 bar bei Reisezügen bzw. 0,5 bar bei Güterzügen, so gilt die Leitung als dicht. Danach legt der bedienende Bremsprobeberechtigte die Bremsen an, ohne Bremsstellung R+Mg lässt er 0,8 Bar aus der HL und in Bremsstellung R+Mg geht er in die Schnellbremsung, dabei muss der prüfende Bremsprobeberechtigte bei den Magnetschienenbremsen einen extra Prüfknopf betätigen. Dieser simuliert den Magnetschienenbremsen eine Geschwindigkeit von mehr als 50 km/h vor, wo diese auslösen. Nach den Anlegegang löst der bedienende Bremsprobeberechtigte die Bremsen, damit der prüfende Bremsprobeberechtige die Durchgängigkeit der HBL/HL  prüfen kann. Die HL prüft er bei Zügen in Bremsstellungen ohne Mg. Daraufhin wird die NBÜ eingeschaltet und geprüft, genauso bei der ep-Bremse.
Nach all den gibt der prüfende Bremsprobeberechtigte das Signal Zp 8 „Bremse in Ordnung“ und erstellt den Meldezettel dafür.

### Vereinfachte Bremsprobe
Die vereinfachte Bremsprobe wird durchgeführt, um sicherzustellen, ob die Durchgängigkeit der Steuer- und Versorgungsleitungen bis zum letzten Fahrzeug des Zuges gegeben ist und die Bremsen vom führenden Führerbremsventil aus gelöst werden können.

#### Fälligkeit
- wenn die vorgeschriebene volle Bremsprobe nicht mit dem während der Zugfahrt zu bedienenden Führerbremsventil ausgeführt wurde
- wenn ein Zug ergänzt oder vorübergehend getrennt wurde
- wenn ein Zug bis zu 24 h abgestellt war
- wenn ein Luftabsperrhahn im Zug geöffnet wurde
- wenn Wagen auf Bremsstellung R+Mg umgestellt wurden
- wenn beim Rangieren Fahrzeuge an die Hauptluftleitung angeschlossen sein müssen

#### Ablauf
Wie bei einer vollen Bremsprobe ist der Zug mittels Feststellbremsen gegen unbeabsichtigte Bewegungen zu sichern. Der prüfende Bremsprobeberechtigte überprüft zunächst am i. d. R. letzten Fahrzeug, ob die Bremse gelöst ist. Bei Güterzügen wird anschließend am letzten Fahrzeug eine „Durchgangsprüfung“ an der Hauptluftleitung durchgeführt, indem der Luftabsperrhahn für 15 Sekunden geöffnet wird. Das selbsttätige Anlegen und Lösen der Bremsen wird dabei kontrolliert. Alternativ kann bei vorhandener Funkverbindung der Luftabsperrhahn schon geschlossen werden, sobald der Triebfahrzeugführer Druckabfall meldet. Dies ist der Fall, wenn der Druck in der Hauptluftleitung um mehr als 0,5 bar abfällt. Bei Reisezügen entfällt dieser Schritt. Dann gibt er dem Triebfahrzeugführer den Auftrag „Bremse anlegen“. Der Triebfahrzeugführer leitet nun eine Betriebsbremsung ein, indem er den Hauptluftleitungsdruck auf 4,2 bar absenkt. Der Bremsprobeberechtigte überprüft nun das ordnungsgemäße Anlegen der Bremsen.
Dann gibt er den Auftrag, die Bremsen zu lösen. Geschieht auch das ordnungsgemäß, wird dem Triebfahrzeugführer die Bremse als in Ordnung gemeldet.
Je nach Situation erfolgt die Bremsprobe durch den Triebfahrzeugführer, den Zugführer, den Wagenmeister, den Rangierbegleiter oder den Zugvorbereiter.

### Führerraumbremsprobe

#### Fälligkeit
Die Führerraumbremsprobe ist ein Funktionstest der Bremsbedieneinrichtungen des führenden Fahrzeugs sowie des abgesperrten Zustandes von zu diesem Zeitpunkt inaktiven Einrichtungen der Bremsanlage. Sie ist anzuwenden
- beim Wechsel des Führerraumes im Rahmen der betrieblichen Wende,
- wenn ein unverändert gebliebener Zug mit abgesperrtem Führerbremsventil bis zu einer Stunde abgestellt war,
- wenn bei Mehrfachtraktion ein an der Spitze arbeitendes Triebfahrzeug (in der Regel eine Lokomotive) entfernt wird und daraufhin das zweite Triebfahrzeug zum führenden Fahrzeug wird
- wenn bei funkferngesteuerten Lokomotiven die Bedieneinrichtung für die Bremse gewechselt wurde
- vor der ersten Zugfahrt nach Beendigung einer Fahrt mit Luftbremskopf.
- Nur bei Güterzügen: vor der ersten Zugfahrt nach Beendigung einer vereinfachten Bremsprobe.

#### Ablauf
- Im zuletzt benutzten Führerraum wird der Zug mit einer Vollbremsung und zusätzlichen Feststellbremsen gesichert und das zugehörige Führerbremsventil abgesperrt
- Im neu besetzten Führerraum die Bremsen lösen
- Anschließend die Bremsen mit einer Betriebsbremsung (Druckabsenkung in der Hauptluftleitung auf ca. 4,2 bar) erneut anlegen und das Führerbremsventil ab- und nach 10 Sekunden wieder aufschließen
  - Durch das zeitweise Absperren des Führerbremsventils soll sichergestellt werden, dass kein anderes Führerbremsventil im Zugverband ungewollt Luft nachspeist
- Bremsen erneut lösen unter Zuhilfenahme des Angleichers

## Eisenbahn in der Schweiz
Die Schweizerischen Bundesbahnen arbeiten zusammen mit dem österreichischen Systemspezialisten PJM an einer Automatisierung der Bremsprobe bei Güterzügen, um bei der Zustellung und Abholung von Einzelwagen einen Einmannbetrieb zu ermöglichen. Wagen, die im Rahmen eines Betriebsversuchs Digitale Automatische Kupplungen (DAK) erhalten haben, wurden dazu mit einem System ausgerüstet, das eine automatische Durchführung einer Bremsprobe ermöglicht. Der Triebfahrzeugführer kann den gesamten Prozess dabei vom Führerstand aus, per Tablet, durchführen. An den Wagen angebrachte Sensoren messen den Druck im Bremszylinder und etwaige Kräfte im Bremsgestänge, die Kommunikation zwischen Wagen und Endgerät erfolgt über einen redundanten LoRa Langstreckenfunk. Zusätzlich erfasst werden die Stellung der G/P Schalter und die Position der einzelnen Wagen im Zugverband wird mit der Sollposition laut Wagenliste verglichen. Dazu werden Güterwagen mit Radnabengeneratoren ausgerüstet, mit denen eine Reihe von Sensoren gespeist werden. Diese erfassen Bremszylinderdruck, Kräfte im Bremsgestänge (Hand-/Betriebsbremsen), die Stellung der Hebel (für Lastumstellung und G/P) sowie die Fahrzeugposition (zur Verifizierung der korrekten Zugzusammenstellung). Die Fahrzeuge eines Zuges kommunizieren verschlüsselt per Funk. Ein Tablet fungiert als Zentralgerät, an das die Daten übermittelt werden. Die zusammengefassten und analysierten Ergebnisse werden über eine Bremsproben-App an den Bremsproben-Verantwortlichen übermittelt, über die auch die Bremsprobe ausgelöst werden kann.
Das System wird seit Sommer 2017 getestet. Im November 2023 erteilte das Bundesamt für Verkehr die Typzulassung. Zu diesem Zeitpunkt waren 200 Güterwagen mit dem System ausgerüstet. Die weiterführende Einführung soll 2024 beginnen.